# Joseph Võ Đức Minh

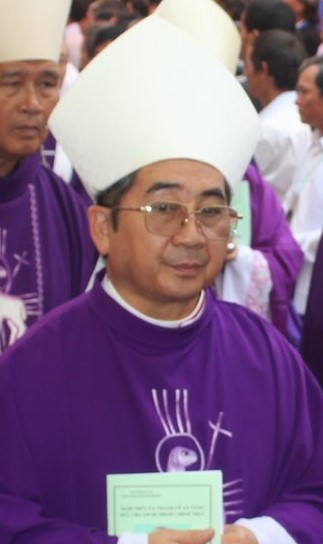
Bischof Joseph Võ Đức Minh (2011)

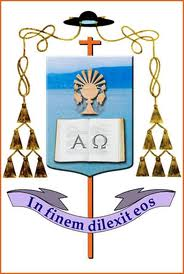
Bischofswappen

Joseph Võ Đức Minh (* 10. September 1944 in My Duc, Lệ Thủy, Provinz Binh) ist ein vietnamesischer römisch-katholischer Geistlicher und emeritierter Bischof im Bistum Nha Trang. Sein Name kombiniert westliche Namenstradition (Joseph als Vorname vor den Familiennamen Võ) mit vietnamesischer (Đức Minh als persönlicher Name steht hinter dem Familiennamen).

## Leben
Joseph Võ Đức Minh besuchte von 1956 bis 1965 das Knabenseminar in Saigon, begann 1965 das Philosophiestudium am Priesterseminar in Saigon, setzte seine Priesterausbildung in Freiburg im Üechtland in der Schweiz von 1966 bis 1971 fort und schloss seine Studien mit einem Lizenziat in Theologie ab.
Am 24. April 1971 empfing er die Priesterweihe für das Bistum Đà Lạt. Nach seiner Priesterweihe wurde er zum Studium am Päpstlichen Bibelinstitut nach Rom entsandt (1971–1974), wo er ebenfalls das Lizenziat erwarb.
Nach seiner Rückkehr in die Heimat im Mai 1974 war er unter anderem Professor für Bibelwissenschaft am Priesterseminar Min Hoa in Đà Lạt, am Priesterseminar St. Joseph in Ho-Chi-Minh-Stadt und am Priesterseminar „Stella Maris“ in Nha Trang. Er hielt Bibelkurse für verschiedene religiöse Gemeinschaften des Landes und war gleichzeitig Sekretär seines Bischofs (1975–1991). Ab 1991 war er Pfarrer im Dom von Da Lat und seit 1999 Generalvikar sowie Mitglied der Kommission für die ständige Fortbildung des Klerus in Đà Lạt.
Am 8. November 2005 ernannte ihn Papst Benedikt XVI. zum Koadjutorbischof der Diözese Nha Trang. Die Bischofsweihe spendete ihm der Bischof von Nha Trang, Paul Nguyên Van Hòa, am 15. Dezember desselben Jahres. Mitkonsekratoren waren Pierre Nguyễn Văn Nhơn, Bischof von Đà Lạt, und Paul Bùi Van Ðoc, Bischof von Mỹ Tho. Am 4. Dezember 2009 folgte er dem aus dem Amt scheidenden Bischof Paul Nguyên Van Hòa nach.
Papst Franziskus nahm am 23. Juli 2022 seinen altersbedingten Rücktritt an.